# Constable Burton
Constable Burton is een civil parish in het bestuurlijke gebied Richmondshire, in het Engelse graafschap North Yorkshire.

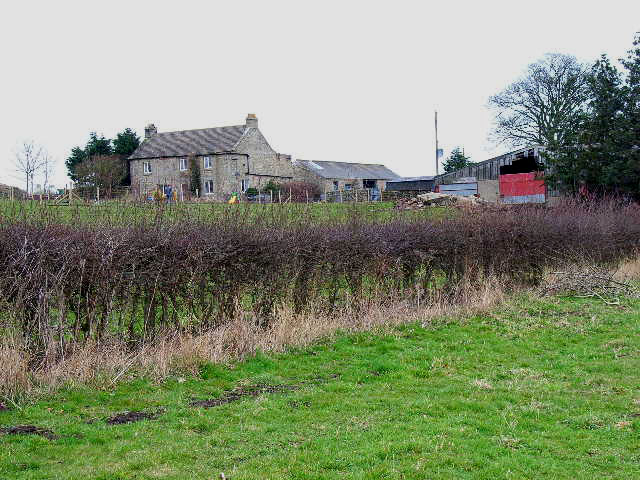